# عین بوقیق
عین بوقیق (به لاتین: Ein Bokek) یک منطقهٔ مسکونی در اسرائیل است که در منطقه جنوبی (اسرائیل) واقع شده‌است.